# Nelson’s History of the War

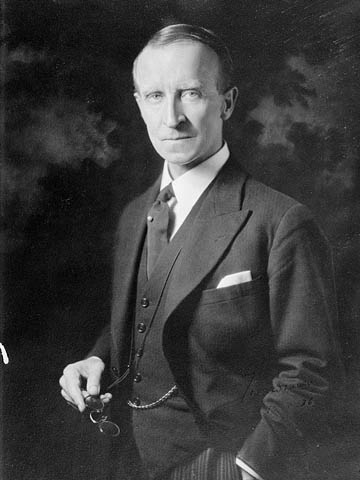
John Buchan (1936)

Nelson’s History of the War ist ein 24-teiliges Serienwerk des schottischen Schriftstellers John Buchan, das sich mit dem Ersten Weltkrieg auseinandersetzt. Die 24 Bände erschienen in regelmäßigen Abständen zwischen Februar 1915 und Juli 1919 im Verlag Thomas Nelson and Sons.

## Inhalt
Buchan beschreibt die Geschehnisse des Kriegs, beginnend mit dem Anschlag auf Franz Ferdinand von Österreich-Este in Sarajevo, und beendet sein Werk mit der Pariser Friedenskonferenz 1919. Gestalterisch werden Buchans Erzählungen mit illustrierten Land- und Kriegskarten aufbereitet.
Das Werk in seiner Gesamtheit wird als propagandistische Erzählung der Ereignisse des Ersten Weltkriegs angesehen. Buchan konnte nicht in den Krieg einrücken, da er kurz vor Ausbruch des Kriegs wegen eines Zwölffingerdarmgeschwürs ans Bett gefesselt war. Seine Mitarbeit bei Propagandabehörden und seine Hingabe zum militärischen Erfolg Großbritanniens beeinflussten seine chauvinistischen Interpretationen der Geschehnisse des Ersten Weltkriegs.
Seine Niederschrift über die Schlacht an der Somme zeigt das verzerrte Realitätsbild Buchans besonders deutlich. Er beschreibt die Leistung der britischen Soldaten in der Schlacht als „gnadenlose Entschlossenheit der gewaltigen Gestalten“:

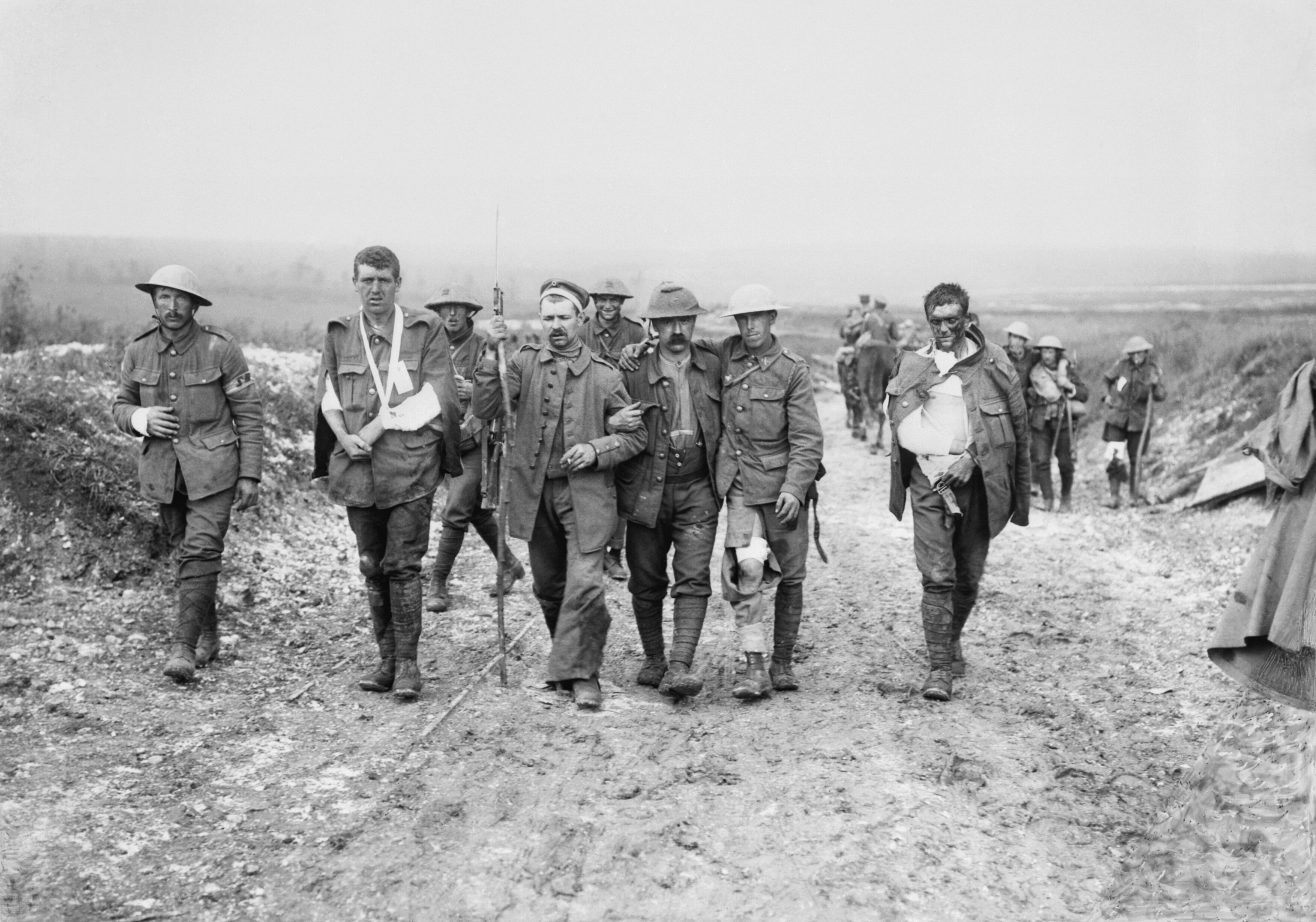
Britische Soldaten, die verwundet von der Schlacht an der Somme zurückkehren

"The British soldiers were quick to kindle in the fight, and more formidable figures than those bronzed, steel-hatted warriors history has never seen on a field of battle. Those who witnessed the charge of the Highlanders at Loos were not likely to forget its fierce resolution."
Tatsächlich wurden am 1. Juli 1916 von 110.000 der eingesetzten britischen Soldaten über 57.000 getötet oder verwundet.

## Rezeption
Buchans Reihe war die erste wichtige historische Abhandlung des Ersten Weltkriegs im englischen Sprachraum. Sie wurde während des Kriegs verfasst, als dessen Ausgang und Konsequenzen noch unbekannt waren.
Nichtsdestoweniger fand die Bücherreihe schon kurz nach Erstveröffentlichung großen Zuspruch. Im Mai 1915 wurde Buchan einer von fünf Kriegsberichterstattern der britischen Armee und schrieb für die Zeitungen The Times und Daily News and Leader. Er arbeitete bis Ende des Kriegs in hohen Positionen der britischen Propagandabehörden. 1922 erschien sein Nachkriegswerk A History of the Great War in 4 Bänden. Es sollte eine überarbeitete Version von Nelson’s History of the War sein.
Buchans Abhandlungen des Kriegs wurden grundsätzlich jedoch mehr kritisiert als gelobt. Heute werden seine Werke gerne zur Analyse der britischen Propaganda im Ersten Weltkrieg verwendet.

### David Lloyd George
Der ehemalige Premierminister David Lloyd George nimmt Bezug auf A History of the Great War, in dem Buchan sein Treffen mit Robert Nivelle, 1917 in Paris, beschreibt. Lloyd George sagt, Buchan habe das Treffen mit Neville in einem „fantasiereichen Bild“ wiedergegeben.
"When a brilliant novelist assumes the unaccustomed rôle of a historian it is inevitable that he should now and again forget that he is no longer writing fiction, but that he is engaged on a literary enterprise whose narration is limited in its scope by the rigid bounds of fact."
Laut Buchan soll Lloyd George unverzüglich auf Nivelles Plan, die westlichen Fronten binnen 48 Stunden zu durchdringen und den Sieg zu erlangen, eingegangen sein und sich davon begeistert gezeigt haben.

### Peter Buitenhuis
Peter Buitenhuis bezieht sich auf Nelson's History of the War in seinem Buch The Great War of Words:
"His entire History of the War is a work of propaganda, consistently giving the most positive slant to news from all fronts of the war."